# 南青籃球隊
南青籃球隊（英語：Nam Ching Basketball），是香港的一支籃球隊，現時為香港籃球聯賽甲二組參賽球隊。南青是南華體育會旗下的一支分隊，屬於南華籃球隊的「兄弟班」。

## 球隊歷史
南青於2014年取得香港男子甲二組聯賽冠軍，令球隊得以在2015年升上香港甲一組籃球聯賽，首季便憑20歲新星蔡再懃在聯賽場場貢獻雙位數字得分，季尾更成為2015年度香港甲一組籃球聯賽的「得分王」，但球隊最終亦僅以第5完成常規賽，與季前目標的第4隻差一步。2017年，南青今年從南華調入三分射手梁民熊，同時亦招攬了不少好手，例如吳嘉軒、徐遠征、胡兆智、黃律堯和彭懿葭，其他維持原班球員。
2018年從學界吸納一些精英球員加入球隊如曾湛元、葉耀邦、潘文豪。

## 管理層
| 南華會籃球部主任:洪游奕 |

## 職員名單
| 籃球部總教練：朱耀明   |
| 籃球部助理教練：謝志強 |
| 籃球部助理教練：       |

## 球隊榮譽
- 香港男子甲二組聯賽冠軍（2014）
- 香港男子中級組銀牌賽亞軍（2013）
- 香港男子中級組銀牌賽亞軍（2011）
- 香港男子甲二組聯賽季軍（2009）
- 香港男子甲二組聯賽殿軍（2007）
- 香港男子乙組聯賽冠軍（2006）
- 香港男子甲二組聯賽冠軍（1986）
- 香港男子甲二組聯賽亞軍（1984）
- 香港男子甲二組聯賽冠軍（1980）
- 香港男子甲二組聯賽季軍（1979）
- 香港男子甲二組聯賽冠軍（1977）

## 歷任主教練
- 朱耀明
- 吳繼武

## 曾效力球員

### 本地球員
- 蘇志樂
- 梁民熊
- 蔡再懃
- 吳直謙
- 吳松峻
- 葉耀邦
- 韓旭健
- 陳怡富
- 唐浩文
- 洪方俊
- 留棟樑
- 黃子謙
- 李卓然
- 呂志明
- 何倚富
- 何倚楊
- 鐘家豪
- 張紹恒
- 吳嘉軒
- 黃律堯
- 胡兆智

### 本土洋將球員
- 艾榮
- 彭懿葭
- 麥洛連

## 外部連結
- 南華籃球隊官方網頁（页面存档备份，存于）
- 香港籃球總會網頁（页面存档备份，存于）